# Se me hizo fácil
Se me hizo fácil (escrito #semehizofácil por su portada), es el álbum debut del comediante mexicano Fran Hevia. Fue el primer álbum de stand up comedy original producido en México y la primera producción del sello Domador Records, fundado por Hevia y el comediante Roberto Flores. El show grabado en directo recoge rutinas de los primeros años de carrera del comediante. 

## El álbum
El álbum fue grabado en La Caja Popular, Querétaro, el 22 de julio de 2016 y mezclado y masterizado durante septiembre de 2016 por Arturo Manrique en Undying Studios, Ciudad de México.
La versión física presenta algunas variaciones en el diseño y contiene una versión distinta de la pista Intro con samples de películas y series clásicas.
En 2016, Fran Hevia interpretó las rutinas LSD, Vacaciones, Recuerdos y 100 Mexicanos en el especial Comedy Central Stand Up de Comedy Central.
Para celebrar el primer año de su lanzamiento, en 2017 se lanzó la pista inédita Se me hizo fácil en formato digital de manera gratuita.

## Lista de pistas
Todos los tracks escritos por Fran Hevia excepto Chiles, escrito por Juan Carlos Garzón & Fran Hevia.
| N.º | Título                            | Música                    | Duración |  |
| 1.  | «Intro»                           | Fran Hevia, Malaventura   | 0:41     |  |
| 2.  | «Luz / Mujeres / Sanborns / 420»  | Hevia                     | 4:55     |  |
| 3.  | «LSD»                             | Hevia                     | 3:30     |  |
| 4.  | «Chistes Malos»                   | Hevia                     | 1:21     |  |
| 5.  | «La Insoportable Levedad del Ser» | Hevia                     | 0:47     |  |
| 6.  | «Vacaciones»                      | Hevia                     | 3:30     |  |
| 7.  | «Recuerdos»                       | Hevia                     | 3:22     |  |
| 8.  | «100 Mexicanos»                   | Hevia                     | 4:20     |  |
| 9.  | «Novia»                           | Hevia                     | 2:42     |  |
| 10. | «Viviendo Lejos»                  | Hevia                     | 2:42     |  |
| 11. | «Sexting»                         | Hevia                     | 11:39    |  |
| 12. | «Chiles»                          | Juan Carlos Garzón, Hevia | 6:36     |  |
| 13. | «Cine»                            | Hevia                     | 4:11     |  |
| 14. | «Las Traes: La Película»          | Hevia                     | 3:09     |  |

Duración: 53:16

## Sencillos
1. Se me hizo fácil (sencillo), lanzado el 19 de octubre de 2017.